# Ар'я Макконен
Ар'я Інкері Макконен (фін. Arja Inkeri Makkonen; нар. 24 листопада 1958, Кітее, Північна Карелія, Фінляндія) — фінська дипломатка. Поліглот. Шостий Надзвичайний і Повноважний Посол Фінляндії в Україні після відновлення незалежності у 2011—2015 роках. З 1 вересня 2016 року — Посол Фінляндії в Вірменії, Азербайджані та Грузії.

## Біографія
Ар'я Інкері Макконен народилась 24 листопада 1958 року фінському місті Кітее у Північній Карелії. У 1985 році отримала диплом магістра мистецтв.
Дипломатична кар'єра:
- З 1 березня 1989 року — на дипломатичній роботі у Міністерства закордонних справ Фінляндії.
- 1 червня 1989 року — 30 жовтня 1989 року — Аташе, Департамент співробітництва в галузі розвитку, Міністерство закордонних справ в Гельсінкі, Фінляндія
- 1 листопада 1989 року — 31 липня 1990 року — Аташе, Відділ зовнішніх економічних відносин, Міністерство закордонних справ в Гельсінкі, Фінляндія
- 1 серпня 1990 року — 31 липня 1994 року — Другий секретар Постійного представництва Фінляндії в Європейському Союзі в місті Брюссель, Бельгія
- 1 серпня 1994 року — 1 жовтня 1995 року — Заступник голови місії, другий секретар Посольства Фінляндії в Куала-Лумпурі, Малайзія
- 1 жовтня 1995 року — 31 липня 1998 року — радник у зв'язках з пресою, посольство Фінляндії в Парижі, Франція
- 1 серпня 1998 року — 30 квітня 1999 року — Перший секретар відділу Західної Європи, Міністерство закордонних справ Гельсінкі, Фінляндія
- 1 травня 1999 року — 31 липня 2000 року — Перший секретар Секретаріату ЄС, Міністерство закордонних справ Гельсінкі, Фінляндія
- 1 липня 2000 року — 4 січня 2002 року — Радник Міністра зовнішньої торгівлі та європейських справ Кіммо Сасі[fi] Міністерство закордонних справ Гельсінкі, Фінляндія
- 4 січня 2002 року — 14 липня 2003 року — Радник міністра зовнішньої торгівлі та європейських справ Ярі Вілен[fi], Міністерство закордонних справ Гельсінкі, Фінляндія
- 14 липня 2003 року — 31 липня 2007 року — Заступник голови місії, радник-міністр Посольства Фінляндії у Варшаві, Польща
- 1 вересня 2007 року — 31 серпня 2011 року — Заступник голови місії, міністр, Посольство Фінляндії в РФ[2]
- 1 вересня 2011 року — 31 серпня 2015 року — Надзвичайний і Повноважний Посол Фінляндії в Україні. 1 вересня 2011 року вручила вірчі грамоти президенту України, Віктору Януковичу.[3]
- 1 вересня 2016 року — Надзвичайний і Повноважний Посол Фінляндії у Вірменії, Азербайджані та Грузії.

Володіє фінською, шведською, англійською, французькою, російською, польською, італійською, німецькою, іспанською мовами.